# Анна Фридерика Филипина фон Шлезвиг-Холщайн-Зондербург-Визенбург
Анна Фридерика Филипина фон Шлезвиг-Холщайн-Зондербург-Визенбург (на немски: Anna Friederike Philippine von Schleswig-Holstein-Sonderburg-Wiesenburg; * 4 юли 1665, Визенбург; † 25 февруари 1748, Нойщат ан дер Орла) от странична линия на Дом Олденбург, е принцеса от Шлезвиг-Холщайн-Зондербург-Визенбург и чрез женитба херцогиня на Саксония-Цайц-Пегау-Нойщат (1702 – 1713).

## Произход
Дъщеря е на херцог Филип Лудвиг фон Шлезвиг-Холщайн-Зондербург-Визенбург (1620 – 1689) и втората му съпруга Анна Маргарета фон Хесен-Хомбург (1629 – 1686), дъщеря на ландграф Фридрих I фон Хесен-Хомбург.

## Фамилия
Анна Фридерика се омъжва на 27 февруари 1702 г. в дворец Морицбург за херцог Фридрих Хайнрих фон Саксония-Цайц-Пегау-Нойщат (1668 – 1713). Тя е втората му съпруга. Те имат две деца:
- Мориц Адолф Карл (* 1 декември 1702; † 20 юни 1759), от 1713 г. 2. херцог на Саксония-Цайц-Пегау-Нойщат, епископ на Храдец Кралове/Кьонигсгрец (1732 – 1733) и Литомержице/Лайтмериц (1733 – 1759)
- Доротея Шарлота (* 20 май 1708; † 8 ноември 1708)